# Capitan Fracassa (film 1940)
Capitan Fracassa è un film del 1940 diretto da Duilio Coletti.

## Trama
Nella Francia del XVII secolo il decaduto barone di Sigognac riceve nel suo castello mezzo diroccato una compagnia sgangherata di attori. Il vecchio servo di famiglia allora, sapendo che questi sono in viaggio per ingraziarsi il re Luigi XIV per poter recitare a corte, decide di far partire il giovane barone con gli attori. L'inesperto Sigognac viene iniziato alla carriera attoriale, alla Commedia dell'arte e al genere farsesco dell'improvviso, e pian piano scopre di essersi innamorato della bella Isabella, la prima attrice.
Quando il gruppo di attori giunge in una locanda per riposare, Sigognac improvvisa un canovaccio tratto dal Don Giovanni di Tirso de Molina, e per errore inventa il personaggio di Capitan Fracassa. La commedia è un successo e la compagnia si guadagna da mangiare, ma uno degli spettatori, che è un nobiluomo, s'innamora di Isabella e combatte a duello con Sigognac, sconfiggendolo e ferendolo a morte. Fortunatamente il giovane si riprende, e decide di abbandonare i metodi cavallereschi della sua nobile classe, decidendo di scrivere la commedia del Capitan Fracassa, che la compagnia rappresenterà per le strade di Parigi. L'opera si rivela un clamoroso successo, con grande felicità di tutti i recitanti, che vengono ammessi alla corte di Luigi, anche lui attratto dall'opera.

## Produzione
Il film fu girato negli stabilimenti di Cinecittà.

## Distribuzione
La pellicola venne distribuita nel circuito cinematografico italiano il 15 novembre del 1940.